# Expédition de Yazoo Pass
Guerre civile américaine
Batailles
Défense du Mississippi de Forrest
- Yazoo City
- Brice's Crossroads
- Tupelo
- 2e Memphis

L'expédition de Yazoo Pass était une opération conjointe de l'armée du Tennessee (Army of the Tennessee) du major général Ulysses S. Grant et de l'escadron du fleuve Mississippi (Mississippi River Squadron) du contre-amiral David D. Porter lors de la campagne de Vicksburg pendant la guerre de Sécession.
L'objectif de Grant était de placer ses troupes en position de flanc contre les défenseurs rebelles. L'expédition visait à contourner les défenses confédérées situées sur les falaises près de la ville en utilisant les eaux du delta du Mississippi comme voie d'accès entre le fleuve Mississippi et la rivière Yazoo. Une fois sur la Yazoo, l'armée serait en mesure de traverser le fleuve sans rencontrer d'opposition et d'atteindre ainsi son objectif. L'opération nécessitait une pénétration profonde dans le territoire ennemi dominé par l'eau, d'où la nécessité d'une coopération entre les deux armées. L'armée de terre est dirigée par le brigadier général Leonard F. Ross. Le commandant de la marine était le capitaine de corvette Watson Smith, qui était en très mauvaise santé ; son état de santé a joué un rôle important dans l'échec final de l'expédition.
L'expédition débute le 3 février 1863 par la rupture d'une digue sur le Mississippi, ce qui permet à l'eau de s'écouler du fleuve dans un ancien chenal relié à la rivière Yazoo par une série d'autres voies d'eau. La flotte d'attaque passe par le lac Moon, la passe de Yazoo jusqu'à la rivière Coldwater, puis dans la Tallahatchie, qui se combine avec la Yalobusha pour former la rivière Yazoo, qui rejoint le Mississippi un peu en amont de Vicksburg. Dès le départ, l'expédition est retardée par des obstacles naturels plus sérieux que la résistance superficielle des Confédérés, si bien que la progression ne dépasse pas les 16 km par jour. En raison de la lenteur de la progression, l'armée confédérée, sous les ordres du lieutenant général John C. Pemberton, réussit à établir un fort et à bloquer le passage de la flotte fédérale près de la ville de Greenwood, dans le Mississippi. La flotte fédérale ne s'approcha pas du fort avant le 11 mars ; les navires cuirassées de la flotte furent alors repoussées lors d'une série d'échanges de coups de feu qui se déroulèrent sur trois jours. En raison de la nature du terrain, dont une grande partie était immergée, les troupes de l'armée présentes ne purent contribuer de manière significative à la bataille.
Après le troisième repoussement, le 16 mars, la santé du capitaine de corvette Smith s'est complètement détériorée et il a cédé le commandement au capitaine de corvette James P. Foster. Foster et Ross décident de se replier sur le Mississippi. Ils sont temporairement persuadés de réessayer lorsqu'ils rencontrent des renforts pour l'armée, mais ils reprennent leur retraite lorsque le nouveau commandant de l'armée, le brigadier général Isaac F. Quinby, constate l'inutilité de nouvelles attaques. Le 12 avril, toutes les forces sont rentrées et l'expédition est terminée.

## Contexte
La campagne de Vicksburg s'enlise au début de l'année 1863, à la suite de la défaite des forces de l'Union commandées par le brigadier général William T. Sherman à Walnut Hills (ou Chickasaw Bayou) à la fin de l'année précédente. Le major général Ulysses S. Grant souhaitait occuper ses troupes jusqu'à ce qu'il puisse entamer une campagne active plus tard au printemps. Il leur ordonna donc d'entreprendre plusieurs mouvements qui donneraient l'impression d'être actifs, mais qui n'entraîneraient pas de bataille majeure. Dans ses mémoires, Grant déclara longtemps après l'événement qu'il n'était pas très confiant dans la réussite de l'une d'entre elles, mais qu'il était prêt à en tirer parti si c'était le cas. L'une des opérations qu'il mit en œuvre fut connue sous le nom d'"expédition de Yazoo Pass" parce qu'elle utilisait une voie d'eau du même nom.

### Géographie
La partie occidentale de l'État du Mississippi, de la frontière du Tennessee au nord à Vicksburg au sud, fait partie de la plaine inondable du fleuve Mississippi. En tant que telle, elle est assez basse ; en de nombreux endroits, elle est même plus basse que le niveau du fleuve. La région est donc occupée par de nombreux marais, marécages, bourbiers, bayous, lacs, ruisseaux et rivières qui, dans le passé géologique, faisaient partie du lit du fleuve. Jusqu'au milieu du XIXe siècle, le trop-plein du Mississippi continuait à se déverser dans ces eaux, qui pouvaient être utilisées comme alternatives au fleuve principal pour le transport par voie d'eau. L'un de ces itinéraires quittait le Mississippi en un point situé un peu au sud de Helena, dans l'Arkansas, passait par Moon Lake (un lac en arc de cercle, c'est-à-dire une ancienne boucle du fleuve qui avait été coupée lors de son changement de cours) et suivait le Yazoo Pass jusqu'à la Coldwater River. La Coldwater est un affluent de la Tallahatchie River, qui se réunit avec la Yalobusha pour former la Yazoo River à Greenwood, dans le Mississippi. La Yazoo s'écoule ensuite sur 303 km, pour rejoindre le Mississippi un peu en amont de Vicksburg. Cette situation a toutefois changé en 1856, lorsque l'arrivée du chemin de fer a incité l'État à drainer une partie des terres à des fins agricoles. À cette fin, il a construit des digues artificielles pour confiner le fleuve à son cours principal. Privé de sa source principale, le niveau de l'eau derrière la digue a baissé jusqu'à huit pieds (environ 2,5 m).

### Préliminaires

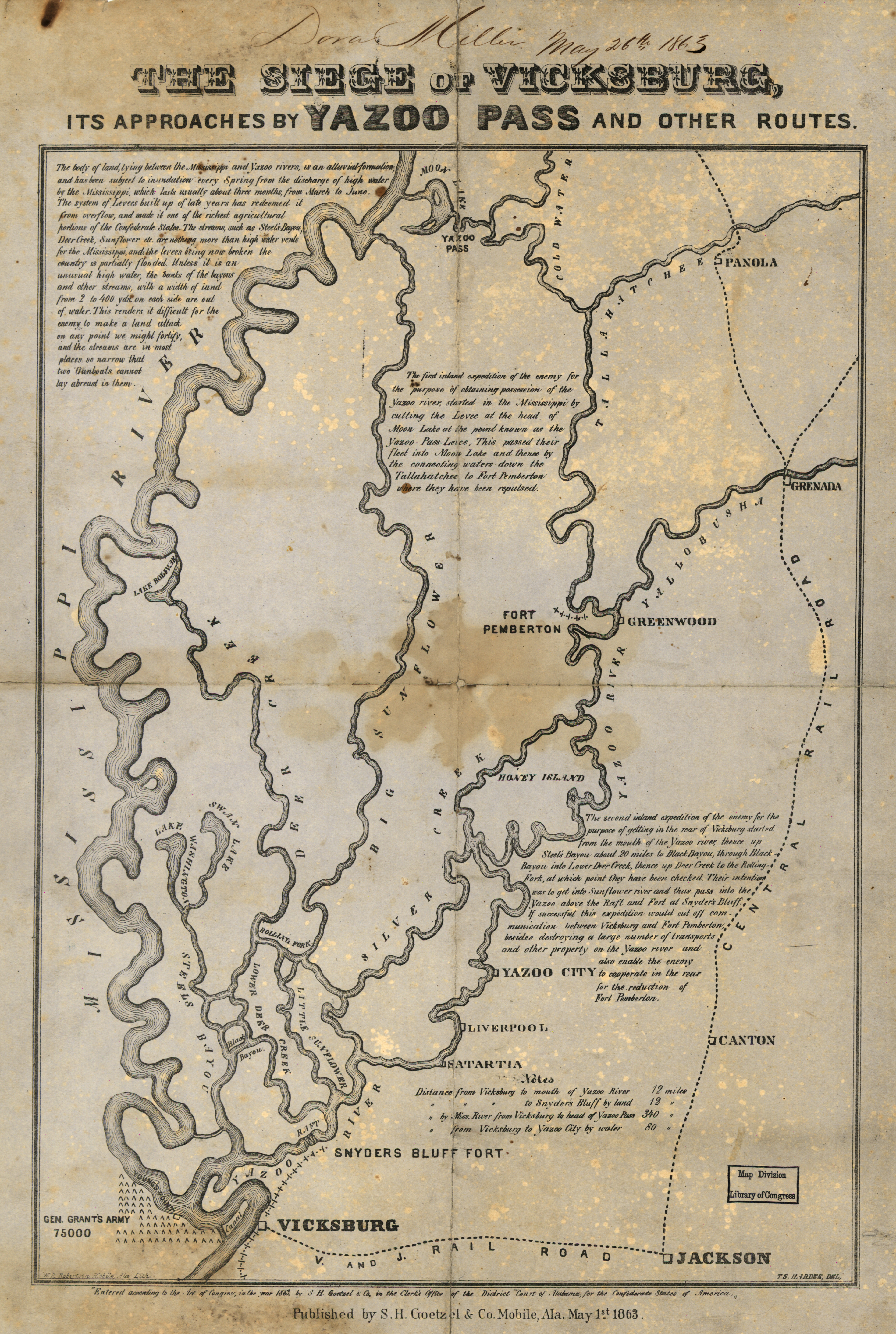
Carte descriptive de 1865

L'armée et la marine ont des raisons distinctes mais non incompatibles d'envoyer leurs forces à l'est de Vicksburg. Grant voulait que ses soldats se retrouvent sur un terrain sec, sans rivières entre lui et la défense confédérée. Une fois cette étape franchie, il pense pouvoir encadrer l'armée confédérée de Pemberton. En même temps, il peut détourner une partie de l'expédition vers la rivière Yalobusha pour détruire un pont ferroviaire qui permet à l'ennemi de menacer sa propre ligne de communication. Le but de Porter est d'utiliser ses canonnières blindées pour détruire les navires rebelles à Yazoo City. Il insiste sur le fait que les navires de guerre ennemis doivent être détruits, si possible sur les stocks. Bien que les deux armées aient eu des objectifs divergents, cela n'a pas eu d'incidence négative sur l'expédition ; son échec final est attribué à d'autres causes.
Une étude préliminaire menée par le capitaine suppléant George W. Brown à bord du tinclad USS Forest Rose confirme la faisabilité de l'opération et, le 3 février 1863, un groupe de quelque 400 pionniers sous les ordres du lieutenant-colonel James H. Wilson creuse deux brèches dans la digue à l'endroit où l'Old Yazoo Pass rejoignait autrefois le Mississippi. À cette époque, la différence de niveau entre le fleuve et l'ancien lit était de 2,4 m. L'eau s'est donc engouffrée dans les ouvertures avec une grande vigueur, élargissant la brèche et emportant tout sur son passage. Le lendemain, la brèche avait atteint 73 m. Le débit est si important que les navires affectés à l'expédition ne peuvent y pénétrer en toute sécurité pendant plusieurs jours. La flottille de canonnières et de transports militaires franchit la brèche le 24 février et se dirigea immédiatement vers le lac Moon.

## Avance et réaction des Confédérés

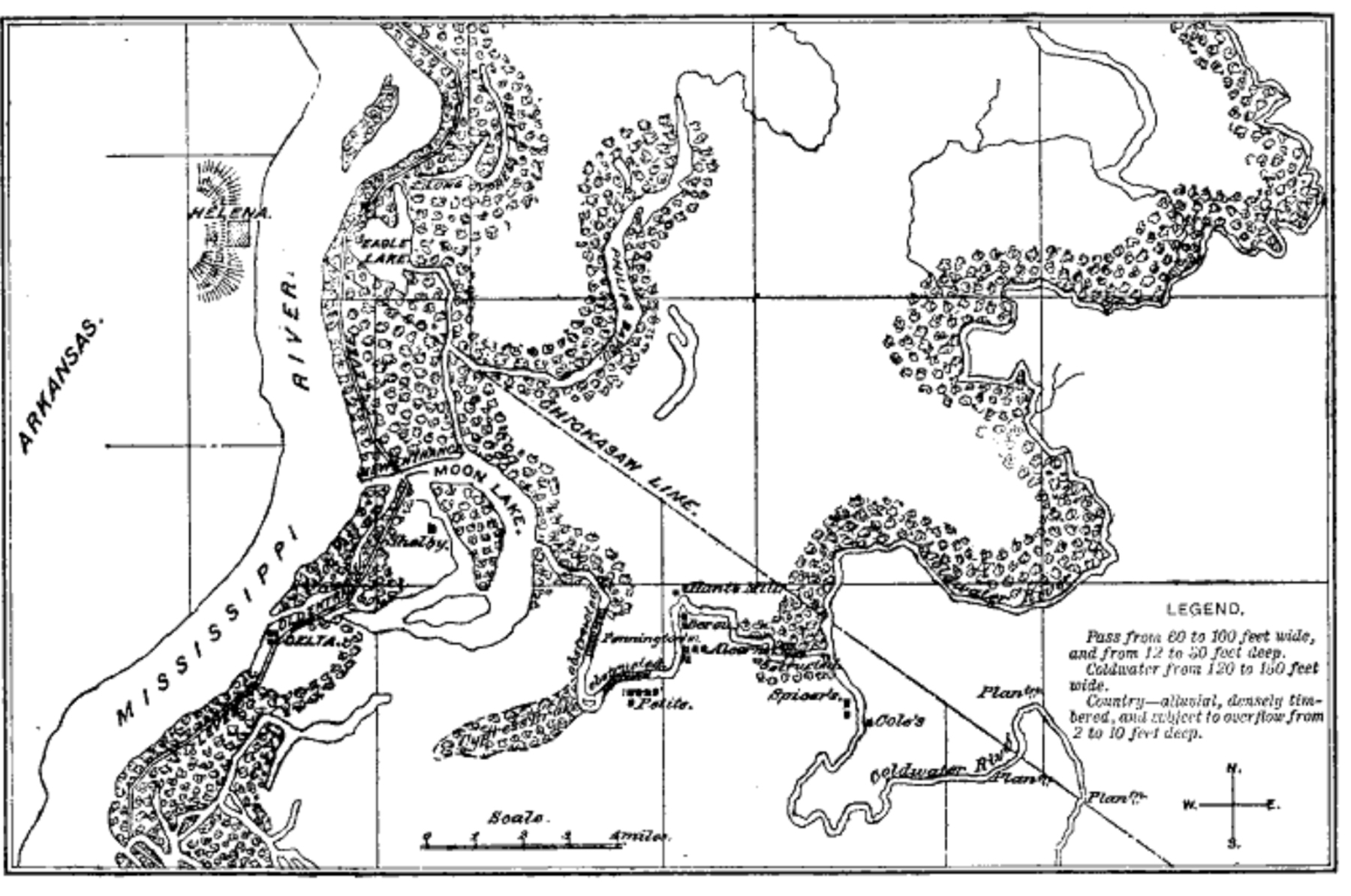
Carte du trajet de l'expédition Yazoo Pass, du Mississippi à la Coldwater River, préparée par le lieutenant-colonel James H. Wilson (Corps of Engineers)..

Le contingent naval se compose de sept canonnières et d'un remorqueur. Cinq des canonnières sont d'un type connu familièrement sous le nom de "tinclads", des navires à faible tirant d'eau dotés d'un mince blindage capable de protéger uniquement contre les armes de l'infanterie : USS Rattler, Marmora, Signal, Romeo, et Forest Rose. Les deux autres étaient le Baron De Kalb, plus grand et plus lourd, l'un des premiers cuirassés de la classe City, et le Chillicothe, une copie inférieure de la deuxième génération. Plus tard, une autre canonnière, Petrel, et deux navires-béliers, l'USS Lioness et l'USS Dick Fulton, se joindront à l'expédition. Le capitaine de corvette Watson Smith dirige la flottille depuis son navire-amiral, le Rattler.
L'armée fournit neuf régiments d'infanterie qui sont transportés dans treize transports. Quelque 600 soldats supplémentaires sont envoyés à bord des tinclads pour les défendre, si nécessaire, contre les abordages rebelles auxquels on peut s'attendre lors d'une opération aussi profonde en territoire ennemi. Grant aurait pu envoyer davantage de troupes, mais le manque de transports disponibles l'en a empêché. Les troupes font partie du XIIIe corps, sous le commandement du brigadier général Leonard F. Ross. Plus tard, elles seront renforcées par une colonne dirigée par le brigadier général Isaac F. Quinby, qui remplace Ross.
Entre-temps, les Confédérés n'ont pas chômé. Le lieutenant général John C. Pemberton est au courant des intentions de ses adversaires dès que la digue a été franchie, voire avant, et il donne l'ordre au major général William W. Loring de les arrêter. Ce dernier organisa immédiatement des travaux pour bloquer la passe de Yazoo et la rivière Coldwater en abattant des arbres en travers des cours d'eau, mais ces travaux furent largement inefficaces. Les obstructions sont rapidement éliminées par les ingénieurs de l'armée de l'Union sous la direction du lieutenant-colonel Wilson. Plus grave encore, Loring ordonne la construction d'un fort à quelques kilomètres en amont de l'endroit où les rivières Tallahatchie et Yalobusha se rejoignent pour former la Yazoo. Une particularité des cours de la Tallahatchie et de la Yazoo est qu'ils se croisent de part et d'autre d'une bande de terre de quelques centaines de mètres de large. À cet endroit, les hommes de Loring construisirent une barricade de balles de coton, qu'ils recouvrirent de couches de terre, et montèrent une paire de canons lourds. Cet ouvrage de terre construit à la hâte est baptisé " Fort Pemberton ", ou parfois " Fort Greenwood ". D'autres batteries jalonnent la rive de la Tallahatchie presque jusqu'à la Yalobusha, et d'autres encore sur la Yazoo. En outre, il avait construit un barrage ou un radeau qui pouvait être basculé pour bloquer le cours d'eau, et dans le chenal juste en aval de celui-ci, il avait sabordé un navire, l'ancien Star of the West.
Loring a le temps de mettre en place la défense car la progression de la flottille de l'Union est terriblement lente. Au lieu de faire avancer ses cuirassés, le capitaine de corvette Smith insiste pour que toute la force, canonnières et transports confondus, se déplace ensemble. Ils ne peuvent se déplacer qu'à la lumière du jour, mais Smith continue de recharger ses navires en charbon pendant la journée. En outre, ils perdent des heures au petit matin et s'arrêtent à midi pour déjeuner. Aller plus vite que le courant, selon Smith, "nous entraîne dans la faute". Ross proteste vivement contre le manque d'urgence, de même que le commandant en second de Smith, le capitaine de corvette James P. Foster. Leurs appels ne sont pas pris en compte. La torpeur de Smith est peut-être due à sa santé déclinante ; il avait été malade au début de l'expédition, mais il était resté, espérant que son état s'améliorerait lorsque sa flotte serait en mouvement. Au lieu de cela, son état s'aggrave et il doit finalement céder le commandement à Foster. Il est alors trop tard.

## Affrontement à Fort Pemberton

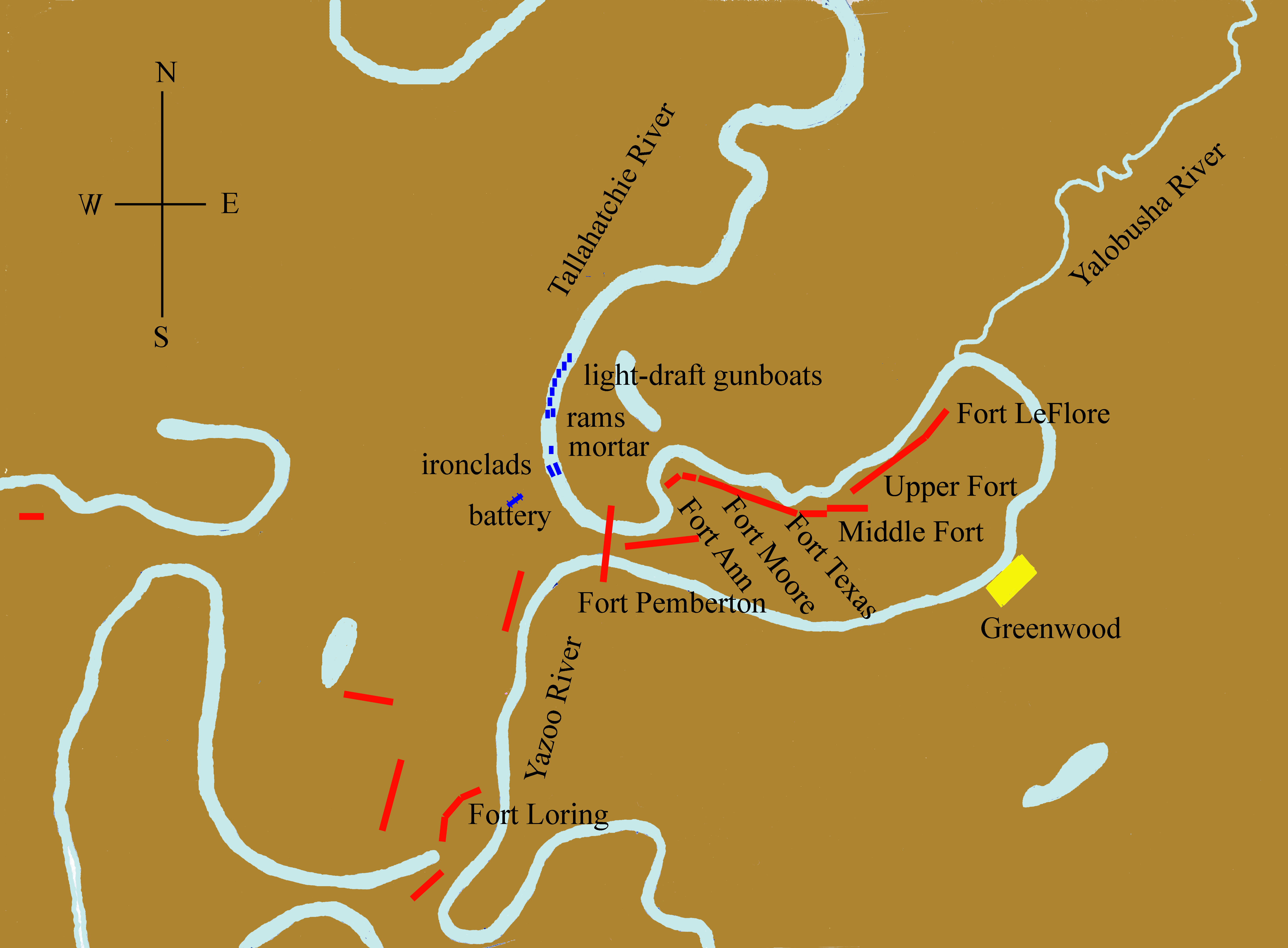
La flotte et la batterie de l'Union sont représentées en bleu, les forces confédérées en rouge.

La flottille de l'Union arrive finalement à proximité de Fort Pemberton le 11 mars, plus de cinq semaines après la rupture de la digue de Yazoo Cut. Une sonde envoyée par l'armée, accompagnée du Chillicothe, constate que le terrain près du fort est trop marécageux pour supporter une attaque d'infanterie. L'attaque devait être menée par les canonnières, aidées par l'artillerie qui pouvait être ramenée à terre et utilisée. Toutes les canonnières ne peuvent même pas participer à l'opération : le fleuve étant assez étroit, seules deux embarcations peuvent s'engager à la fois, et celles-ci ne peuvent que se diriger vers l'ennemi. La sonde initiale est suivie d'un bombardement plus déterminé par le Chillicothe et le baron De Kalb. C'est au cours de cette action que le Chillicothe subit la plus grave blessure de l'opération. Un obus en provenance de Fort Pemberton passe par l'un de ses sabords alors que le canon de 11 pouces (280 mm) est en cours de chargement, heurtant l'obus et provoquant l'explosion de l'un et l'autre. Le canon lui-même n'a pas été endommagé, mais 14 membres de l'équipage ont été tués ou blessés. Un autre homme fut tué par un tir ultérieur. Le Baron De Kalb ne subit pas de dommages significatifs, en raison de sa construction supérieure et parce que les équipes de canonniers confédérés concentrent leurs tirs sur le Chillicothe, plus vulnérable.
Le lendemain (12 mars) est consacré à la réparation des dégâts subis par les canonnières et à leur protection supplémentaire en plaçant des balles de coton sur les ponts avant. Smith débarque également une paire de canons Parrott de 30 livres, l'un provenant de son navire-amiral Rattler et l'autre du Forest Rose. Il envoie également à terre un obusier de 12 livres. Ces canons sont placés à quelque 730 m du fort et sont, comme les canons du fort, protégés par des balles de coton recouvertes de terre.
Les deux cuirassés retournent au combat le 13 mars, assistés cette fois par la batterie côtière et la bombarde. Les artilleurs confédérés concentrent à nouveau leurs tirs sur le Chillicothe. Bien qu'il n'ait perdu que trois blessés parmi son équipage, les coups de boutoir de l'artillerie ennemie ont fait sauter un grand nombre de ses plaques de blindage et ont révélé l'inadéquation de sa construction. Le Baron De Kalb, bien qu'il n'ait pas été puni aussi sévèrement, perdit trois de ses officiers et hommes tués et trois autres blessés. Les rebelles perdirent également quelques hommes lorsqu'un obus pénétra dans un magasin. Bien qu'il n'ait pas explosé, sa fusée a mis le feu aux munitions qui y étaient stockées, et l'incendie a tué un homme et en a brûlé 15 autres. Un autre obus tue un homme et en blesse deux autres. A la fin de la journée, Fort Pemberton est pratiquement indemne ; les canonnières, en revanche, et en particulier le Chillicothe, ont été sévèrement touchées. Smith omet de noter que les tirs confédérés se relâchent à la fin de la journée, leurs réserves de munitions étant épuisées.
Smith passe les deux jours suivants à réparer ses navires et à débarquer un canon de 8 pouces (200 mm) pris au Baron De Kalb. Ross et lui décident de lancer un assaut résolu le lundi 16 mars. Les cuirassés seront poussés plus près du fort Pemberton qu'auparavant afin de mieux pouvoir réduire ses canons au silence. Ils avanceront côte à côte, la bombarde fixé entre eux. L'infanterie les suivra dans des tinclads, prête à débarquer dès que les canons du fort auront été neutralisés et qu'un lieu de débarquement adéquat aura été trouvé. L'attaque prévue s'effondre presque immédiatement lorsqu'une série de tirs ou d'obus frappe la casemate du Chillicothe. L'impact a déformé les plaques de blindage de telle sorte que les bouchons des sabords ne pouvaient pas être relevés. Le Chillicothe est contraint de se retirer et Smith décide de mettre également hors de combat le Baron De Kalb, relativement intact. C'est ainsi que s'achève l'effort de l'Union. Smith se rend finalement compte que son état de santé nuit à l'expédition et confie le commandement à son second, le capitaine de corvette James P. Foster.
Foster et Ross décident ensemble qu'il est inutile de poursuivre l'effort et la flottille commence à se retirer le lendemain. Elle n'est pas loin lorsqu'elle rencontre un groupe de transports de l'Union apportant des renforts sous le commandement du brigadier général Isaac F. Quinby, dont la nomination est antérieure à celle de Ross et qui lui est donc supérieur en grade. Quinby ordonne à Ross de redescendre la rivière pour reprendre l'attaque et persuade Foster (qu'il ne peut pas commander) de l'accompagner. Quelques sondages désultoires sont lancés au cours des jours suivants, mais Quinby constate ce que Ross savait déjà, à savoir que le terrain ne se prête pas à un assaut d'infanterie. Quinby reçoit l'ordre de Grant de retourner sur le Mississippi, où lui et Ross seront nécessaires pour le prochain assaut sur Vicksburg. La flottille se retire de Fort Pemberton pour la dernière fois et, le 14 avril, tout le monde est rentré.

## Source
- (en) Cet article est partiellement ou en totalité issu de l’article de Wikipédia en anglais intitulé « Yazoo Pass expedition » (voir la liste des auteurs).

## Site coordinates
- Yazoo Cut34° 24,7′ N, 90° 33,9′ O
- Fort Pemberton33° 31,7′ N, 90° 14,1′ O